# Es peligroso asomarse al exterior
Es peligroso asomarse al exterior es una obra de teatro española, escrita por Enrique Jardiel Poncela y estrenada en el Teatro de la Comedia de Madrid el 15 de abril de 1942.

## Argumento
Una joven decide aceptar la promesa de matrimonio de tres pretendientes. La conjunción de los tres formaría el ideal de caballero perfecto para la chica. Sin embargo, resulta que el trío está unido por lazos de parentesco. Al descubrir la verdad, la joven decide renunciar al amor de sus tres pretendientes que, a su vez, intentan recuperar a otras tres antiguas novias.

## Representaciones destacadas
- Teatro (Estreno, 1942). Intérpretes: Guadalupe Muñoz Sampedro, Fernando Fernán Gómez.
- Cine (1945). Dirección: Alejandro Ulloa. Intérpretes: Ana María Campoy, Fernando Fernán Gómez, Alejandro Ulloa, Guadalupe Muñoz Sampedro, María Dolores Pradera.
- Teatro (Estreno, 2024). Versión y Dirección: Pilar Massa. Intérpretes: Jacinto Bobo, Katia Borlado, César Camino, Raúl Fernández de Pablo, Daniel Freire, Elena González, Malena Gutiérrez, Paco Ochoa, Guillermo Manuel Ortega, Lucía Quintana, Cynthia Rosado, Guillermo de los Santos, Raquel Varela y Samuel Viyuela González. Música original y espacio sonoro: Ester Rodríguez.Producción: Teatro Español de Madrid.[1]